# Aldo Nova
Aldo Nova, pseudonimo di Aldo Caporuscio (Montréal, 13 novembre 1956), è un cantante, chitarrista, tastierista e produttore discografico canadese, figlio di emigranti italiani.
Ottenne fama grazie al suo primo album Aldo Nova nel 1981 e al singolo Fantasy, numero 23 nella Billboard Hot 100.

## Biografia
Firmando per la Portrait Records, Aldo Nova pubblicò il suo album di debutto omonimo, Aldo Nova, nel 1981. Dal disco furono estratti i due singoli Fantasy e Foolin' Yourself. L'album successivo Subject...Aldo Nova ebbe minore successo, ottenendo un solo singolo con il brano Monkey on Your Back. Con Twitch, uscito nel 1985, la maturità artistica di Aldo Nova raggiunse il suo apice.
Grazie a questi successi, Nova aveva intanto guadagnato buona fama e divenne musicista e compositore per altri gruppi. Lavorò con Jon Bon Jovi e produsse alcuni album di Céline Dion. Scrisse anche il pezzo This is the Night per Clay Aiken, che riscosse ampio successo in USA.

## Discografia
Album in studio
- 1982 - Aldo Nova
- 1983 - Subject...Aldo Nova
- 1985 - Twitch
- 1991 - Blood on the Bricks
- 1997 - Nova's Dream

Singoli
- 1982 - Fantasy
- 1982 - Foolin' Yourself
- 1983 - Monkey on Your Back
- 1983 - Always Be Mine
- 1985 - Tonite (Lift Me Up)
- 1985 - Rumours Of You
- 1991 - Blood on the Bricks
- 1991 - Someday
- 1991 - Medicine Man

Raccolte
- 1992 - A Portrait of Aldo Nova
- 2006 - The Best of Aldo Nova: Greatest Hits Series

### Con altri artisti
- 1983 - Michael Bolton - Michael Bolton
- 1983 - Blue Öyster Cult - The Revölution by Night
- 1984 - Bon Jovi - Bon Jovi
- 1984 - Lita Ford - Dancin' on the Edge
- 1988 - Greenway - Serious Business
- 1990 - Jon Bon Jovi - Blaze of Glory
- 1991 - Drive She Said - Drivin' Wheel

### Autore/Produttore
| Artista          | Titolo                   | Anno | Contributo               |
| ---------------- | ------------------------ | ---- | ------------------------ |
| Blue Öyster Cult | Take Me Away             | 1983 | Musiche/Testi            |
| Nicole McCloud   | Don't You Want My Love   | 1985 | Musiche/Testi            |
| Céline Dion      | Partout je te vois       | 1987 | Musiche/Testi            |
| Céline Dion      | Have A Heart             | 1990 | Musiche/Testi            |
| Céline Dion      | Des mots qui sonnent     | 1991 | Musiche/Testi            |
| Céline Dion      | Dreamin' Of You          | 1996 | Musiche/Testi/Produzione |
| Céline Dion      | I Love You               | 1996 | Musiche/Testi            |
| Céline Dion      | Your Light               | 1996 | Musiche/Testi/Produzione |
| Faith Hill       | I Love You               | 1998 | Musiche/Testi/Produzione |
| Jon Bon Jovi     | Mister Big Time          | 1998 | Musiche/Testi/Produzione |
| Garou            | Au plaisir de ton corps  | 2000 | Musiche/Testi            |
| Garou            | Le monde est stone       | 2001 | Produzione               |
| Chenoa           | Una mujer (I'm A Woman)  | 2002 | Musiche/Testi            |
| Clay Aiken       | This Is The Night        | 2003 | Musiche/Testi            |
| Garou            | L'aveu                   | 2004 | Produzione               |
| Garou            | Pour l'amour d'une femme | 2004 | Musiche/Testi/Produzione |
| Céline Dion      | You And I                | 2004 | Musiche/Testi/Produzione |
| Agnes            | I Believe                | 2005 | Musiche/Testi            |
| Marilou Bourdon  | Le coeur de mon coeur    | 2005 | Musiche/Testi/Produzione |
| Garou            | Que le temps             | 2006 | Produzione               |
| Garou            | Trahison                 | 2006 | Produzione               |
| Céline Dion      | A Song For You           | 2007 | Musiche/Testi            |
| Céline Dion      | Can't Fight The Feelin   | 2007 | Musiche/Testi            |
| Céline Dion      | Fade Away                | 2007 | Musiche/Testi            |
| Céline Dion      | Shadow Of Love           | 2007 | Musiche/Testi            |